# Rotbrust-Seidenkuckuck
Der Rotbrust-Seidenkuckuck oder Rotbrustcoua (Coua serriana) ist eine Vogelart aus der auf der Insel Madagaskar endemischen Gattung der Seidenkuckucke (Coua). Er ist ein großer, kräftig gebauter und langschwänziger Kuckuck, der überwiegend auf dem Boden lebt. Wie alle anderen Arten der Couas betreibt der Rotbrust-Seidenkuckuck keinen Brutparasitismus, sondern zieht seinen Nachwuchs selbst groß.
Das Artepitheton bezieht sich auf Pierre Toussaint Marcel de Serres de Mesplès (1780–1862).
Es werden keine Unterarten für diese Kuckucksart unterschieden, die Art ist monotypisch.

## Merkmale
Der Rotbrust-Seidenkuckuck erreicht eine Körpergröße von 42 Zentimeter und wiegt durchschnittlich etwa 300 Gramm. Er ist somit größer als der Rotstirn-Seidenkuckuck und ist im Vergleich zu diesem dunkler Gefiedert und hat längere Beinen sowie einen dickeren Schnabel. Die Flügellänge beträgt durchschnittlich 16,6 Zentimeter. Der Schnabel ist bei den Männchen im Durchschnitt 2,56 Zentimeter lang, die Weibchen haben mit 2,79 Zentimeter einen geringfügig längeren Schnabel. Die Weibchen haben außerdem ein geringfügig längeres Schwanzgefieder: Es misst bei ihnen im Durchschnitt 22,5 Zentimeter, während bei den Männchen das Schwanzgefieder 21,9 Zentimeter lang ist. Ansonsten besteht kein auffälliger Geschlechtsdimorphismus.
Die Geschlechter sehen gleich aus. Die Oberseite und die Flügel sind dunkelbraun bis olivgrün, der Schwanz ist lang und blau-schwarz mit bräunlich-schwarzer Unterseite. Die Brust ist rotbraun, die Kehle und das Gesicht sind schwarz. Der Scheitel ist oliv, der Schnabel ist dunkel, die Beine sind braun.
Die braune Iris umrandet ein blauer Augenring. Die nackte, von schwarzen Federn umrandete Haut um die Augen ist oberhalb des Auges hellblau, sonst blau.
Der Jungvogel ist insgesamt blasser, auch der Schnabel, die Augenregion befiedert und noch unberandet.

## Stimme
Der Rotbrust-Seidenkuckuck ist eine ausgesprochen ruffreudige Kuckucksart. Sehr häufig vernehmbar ist ein melodisches, in der Tonhöhe leicht abfallendes tee oooo. Andere Rufe sind ein wiederholtes, dunkles hoor ha ha oder ein fast krähzendes chee-guall. Der Alarmruf ist ein harsches, weit vernehmbares eeowll. Individuen reagieren auf die Rufe anderer Artgenossen und beginnen gleichfalls zu rufen.

## Verbreitung und Lebensraum
Der Rotbrust-Seidenkuckuck bewohnt erhaltenen tropischen Regenwald im Nordosten Madagaskars. Das Verbreitungsgebiet erstreckt sich in einem breiten Band von der Ambanja im Nordosten über die Halbinsel und den Nationalpark Masoala bis etwa zur Hauptstadt Antsiranana.
Im Vergleich zum Rotstirn-Seidenkuckuck, einer nah verwandten Art, besiedelt der Rotbrust-Seidenkuckuck offenere Flächen mit begrenzter Bodenvegetation und kommt in niedrigeren Höhenlagen vor. Seine Höhenverbreitung reicht bis zu 1200 m. Zum Verbreitungsgebiet gehört unter anderem der Masoala-Nationalpark im Nordosten.
Der Rotbrust-Seidenkuckuck ist in einzelnen Regionen seines Verbreitungsgebietes sehr häufig. Besonders häufig ist er in der Region um Maroansetra und in den Waldgebieten um Sihanaka. In seinem Verbreitungsgebiet liegen mehrere Naturschutzreservate und Nationalparks wie beispielsweise der Mantadia Nationalpark und der Nationalpark Masoala.

## Lebensweise
Der Rotbrust-Seidenkuckuck ist ein scheuer und heimlich lebender Kuckuck. Er lebt einzelgängerisch, in Paaren und kleinen Familiengruppen. Er hält sich überwiegend in Bodennähe auf, sucht gewöhnlich direkt auf dem Boden nach Nahrung oder sitzt gelegentlich bewegungslos auf niedrigen Baumstümpfen oder knapp über dem Boden verlaufenden Ästen. Aufgeschreckte Rotbrust-Seidenkuckucke fliegen nicht auf, sondern suchen schnell laufend die Deckung auf. Sie halten bei dieser schnellen Bewegung ihren Körper fast waagerecht zum Boden. Er frisst überwiegend Beeren und Früchte, daneben aber auch Käfer und Zweiflügler. Er ist häufiger in der Nähe von Bäumen zu finden, in deren Kronen andere fruchtfressende Vogelarten nach Nahrung suchen.

## Fortpflanzung
Die Fortpflanzungsbiologie des Rotbrust-Seidenkuckucks ist bislang nicht abschließend untersucht. Nestlinge wurden in den Monaten Oktober und November beobachtet.
Das schalenförmige Nest in etwa 2–4 m Höhe besteht aus Zweigen. Das Nest wird besonders häufig in epiphytischen Farnen oder in Schraubenbäumen errichtet. Das Gelege besteht aus 2 weißen Eiern.

## Gefährdungssituation
Die Art gilt als nicht gefährdet (Least Concern).